# Arboretum de Combe Noire
El Arboreto de Combe Noire ( en francés : Arboretum de Combe Noire) es un arboreto de 20 hectáreas de extensión, en La Mure, Francia. 

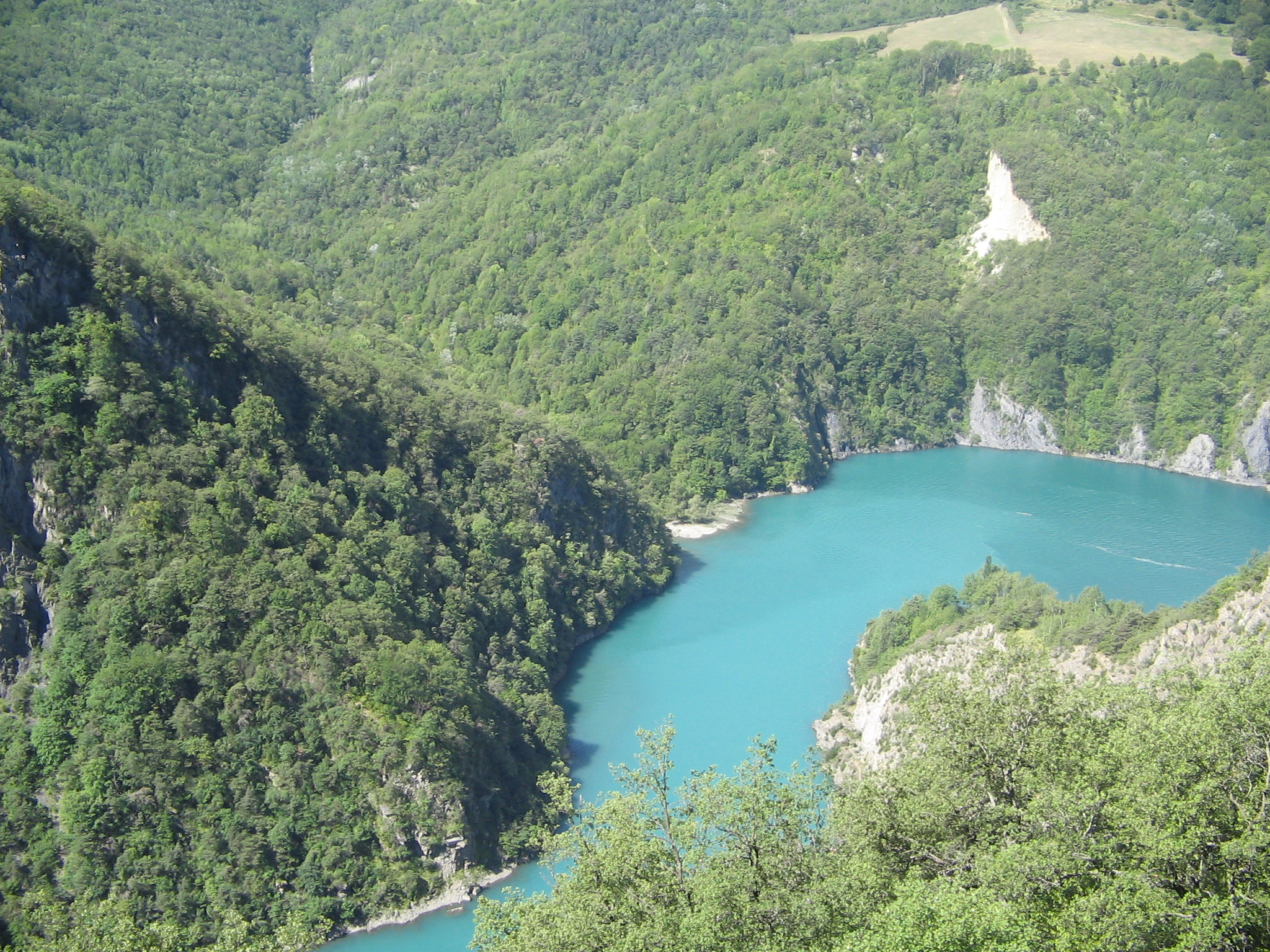
Vista sobre el Lago de Monteynard.

## Localización
Se ubica a 35 km al sur de Grenoble en la "Plateau Matheysin" dominando sobre el "Lac de Monteynard-Avignonet".
Arboretum de Combe Noire 4 chemin du Jardin Botanique, La Mure, Département de Isère, Ródano-Alpes, France-Francia. 
Planos y vistas satelitales, 44°58′N 5°47′E / 44.967, 5.783
Es visitable en los meses cálidos del año. La entrada es gratuita.

## Historia
El arboreto fue establecido en La Mure en el año 1992 por un grupo de profesores del equipo pedagógico del « Institut médico-éducatif » "Les 3 Saules", para ayudar a niños con discapacidad mental a mezclarse con los de escolarización normal. 
En colaboración con la « Office national des forêts », maestros y niños aclararon los terrenos donde iban las plantaciones y plantaron las tierras en barbecho, a una altitud de unos 1.400 m s. n. m. en Signaraux.
Cientos de árboles fueron plantados en ese primer año, con plantaciones de seguimiento y mantenimiento de senderos desde entonces. 

## Colecciones botánicas
Dispone de dos circuitos de senderos que atraviesan el lugar.
Este arboreto es un lugar de placer para los sentidos y también de puesta en escena de la naturaleza y las especies vegetales.